# Dimitar Popov
Dimitar Iliev Popov, bulharsky Димитър Илиев Попов (26. června 1927, Kula – 5. prosince 2015) byl bulharský právník a politik. V letech 1990–1991 byl premiérem Bulharska. Byl prvním nekomunistickým premiérem od roku 1946. Byl zvolen do čela země jako nestraník a soudce po pádu vlády Andreje Lukanova. Podílel se na vzniku nové ústavy a vyhlásil na rok 1991 první svobodné volby v Bulharsku.